# 体 (语法)
体又稱體貌、動貌詞，是一種語法范畴，表示事件的內部時間結構，例如关于该动作的开始、持续、完成或重复等方面的情况，但不涉及该动作发生的时间。
注意区分，Grammatical aspect是指貌，而Lexical aspect是指体。

## 常見種類
- 完成體
- 完整體
- 非完整體
  - 習慣體
  - 持續體
    - 進行體
    - 靜態體（非進行體）

## 語言實例

### 漢語
漢語的體可分為四個層級：情狀體、階段體、邊緣視點體和核心視點體。視點體（後兩類體貌）涉及事件與參照時間的關係，是關於事件外部的時間結構。情狀體和階段體是關於事件內部的時間結構，不涉及與參照時間的關係。

#### 情狀體
情狀體是事件的抽象時間結構的特徵，屬於事件自身的特徵之一。這些特徵包括事件的終結、動態、持續的性質。按這些性質可把情狀體分為四類：
- 狀態：沒有終結、沒有動態、有持續性的事件。例如：我知道這裡是維基百科。我心急。
- 活動：沒有終結、有動態和持續性的事件。例如：許多人在這裡打球。
- 結束：有終結、有動態和持續性的事件。例如：這些建築都被摧毁了。
- 達成：有終結、有動態、沒有持續性的事件。例如：我死了。

（注意：所謂有終結，是指事件的終結是清楚界定的，這事件的部分完成不能代表事件（的全部）完成。例如：「打一場球賽」是有終結，因為當只打了半場或大半場球賽時，仍不算是「打一場球賽」；「打球」卻是沒有終結的（它的終結並不確定），如果有人球賽只打了半場，他都有「打球」，而且這半場的「打球」已經完結了，而事實上，不論是「打了一分鐘球賽」還是「打了整場球賽」等，這些動作自身的終結都可說是「打球」的終結，因此單是「打球」是沒有確定的終點。又例如「建房子」是沒有終結，而「建一所房子」是有終結的。）

#### 階段體
階段體是对情状的具体阶段的表现，涉及事件內部的不同部分、或整體與部分之間的關係。階段體包括起始、持续、暂停、完結、短时、反复等。例如：
- 起始体：他心裡焦急起来，就跑了出去。
- 延续体：從表演開始，我們就唱下去，沒有停過。
- 短時体：拿起筆來寫寫。
- 反复体：他說來說去都沒有入題。

短時、反复等涉及重复的量的階段體稱為涉量階段體，而其他不涉這方面的稱為基本階段體。

#### 邊緣視點體
边缘视点体是指语法化程度相对较低的视点体，包括完成體和進行體两类。完成体表现的是发生在参照时间以前并对参照时间具有相关性的事件，而进行体表现的是相对于参照时间动作在持续。

#### 核心視點體
核心視點體是指语法化程度相对较高的视点体，包括完整体和非完整体两类。完整体表示单个的事件，并把该事件视为一个发生在过去的、未分析的整体，一个可清楚界定的结果或终结状态；该事件一般是瞬时的，至少被视为向对立状态的一种转变，事件本身的持续可以被忽视。非完整體的視點是在於事件的內部結構，事件內部的進程或持續是在討論之中，沒有被忽視。
根据内部观察和外部观察的不同，可把视点体分为内部视点体和外部视点体。内部视点体包括核心视点体的未完整体和边缘视点体的进行体，外部视点体包括核心视点体的完整体和边缘视点体的完成体。

### 英语
- 完成体：I have read.（我已经读了。）
- 进行体：I am reading.（我正在读。）
- 現時体：I read.（我阅读。）
- 完成进行体：I have been reading.（我曾經在閱讀。）

### 斯拉夫語
斯拉夫语使用体。在俄语中分为完成体和未完成体。
- Я ел.（我吃过饭了。）
- Я поел.（我吃完饭了。）

## 参看
- 时态
- 语法范畴

## 外部連結
- TAMPA: Aspect Explained（页面存档备份，存于）
- Robert Binnick annotated tense/aspect bibliography (around 9000 entries)
- Anna Katarzyna Młynarczyk: Aspectual Pairing in Polish, a pdf version of the book
- Grammar Tutorials（页面存档备份，存于） - a column overview of the English tenses
- Greek tenses（页面存档备份，存于）
- Verb Aspect